# Auf der Pottschütthöhe
Das Naturschutzgebiet Auf der Pottschütthöhe liegt im Landkreis Südwestpfalz in Rheinland-Pfalz. Das etwa 93 ha große Gebiet, das im Jahr 2003 unter Naturschutz gestellt wurde, erstreckt sich nordwestlich der Ortsgemeinde Rieschweiler-Mühlbach. Östlich verläuft die Landesstraße 466, südlich die Landesstraße 477. Unweit westlich liegt das Naturschutzgebiet Am Gödelsteiner Hang und unweit östlich das Naturschutzgebiet Auf dem Hausgiebel.
Schutzzweck ist die Erhaltung, Entwicklung und Wiederherstellung insbesondere von Kalkmagerrasen sowie von Extensivgrünland und die Erhaltung von standorttypischen Gehölzen, Hecken, Wald- und Waldsaumbereichen als Standorte typischer, seltener oder in ihrem Bestand bedrohter Pflanzenarten und Pflanzengesellschaften und als Lebens- und Teillebensraum typischer, seltener, zum Teil gefährdeter wildlebender Tierarten als Kernbereiche eines vernetzten Biotopsystems der Kalkmagerrasen des Zweibrücker Hügellandes wegen ihrer besonderen Eigenart und Schönheit sowie aus wissenschaftlichen Gründen.

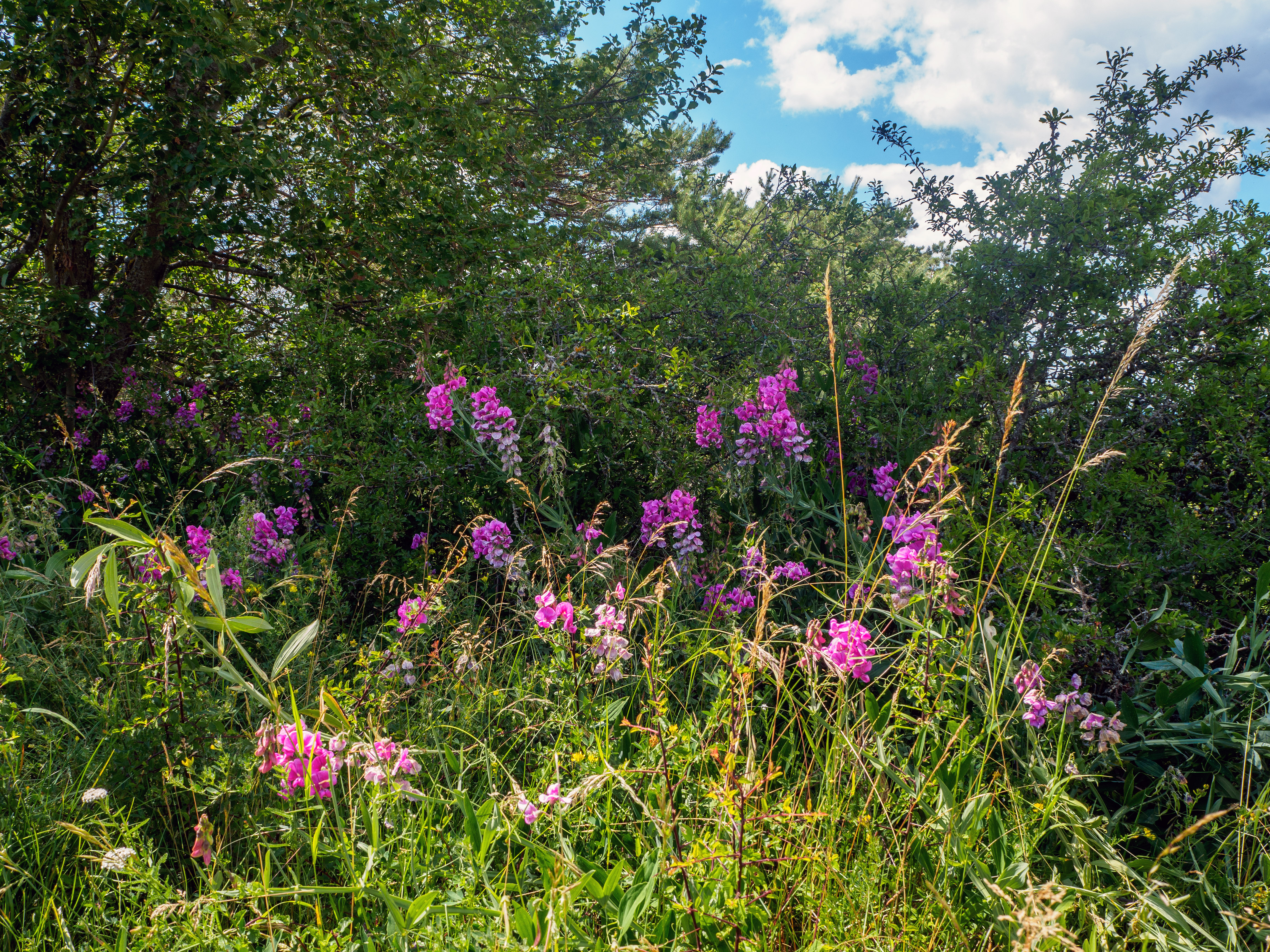
Orchideen im NSG Pottschütthöhe
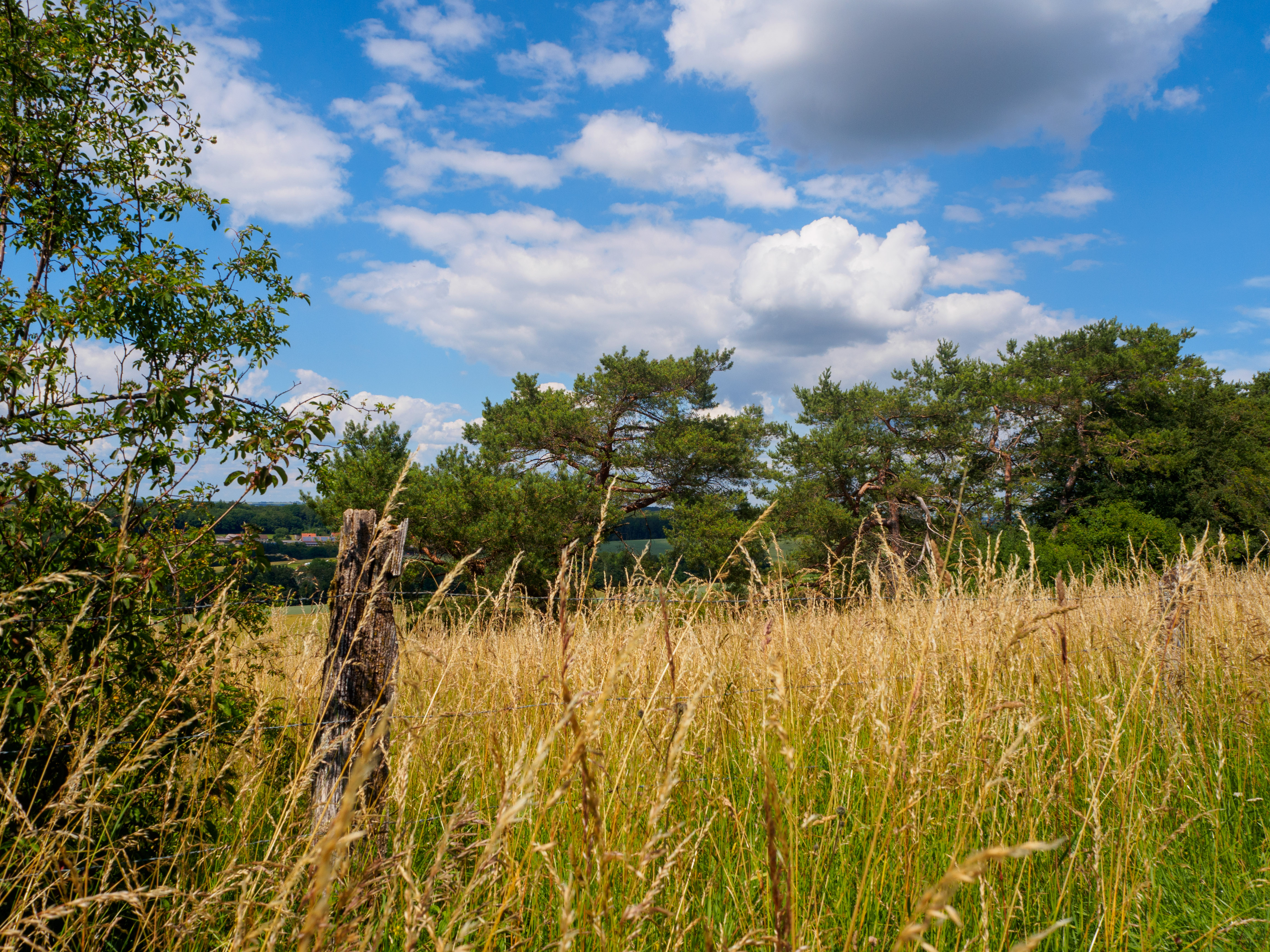
Kalkmagerwiese im NSG Pottschütthöhe
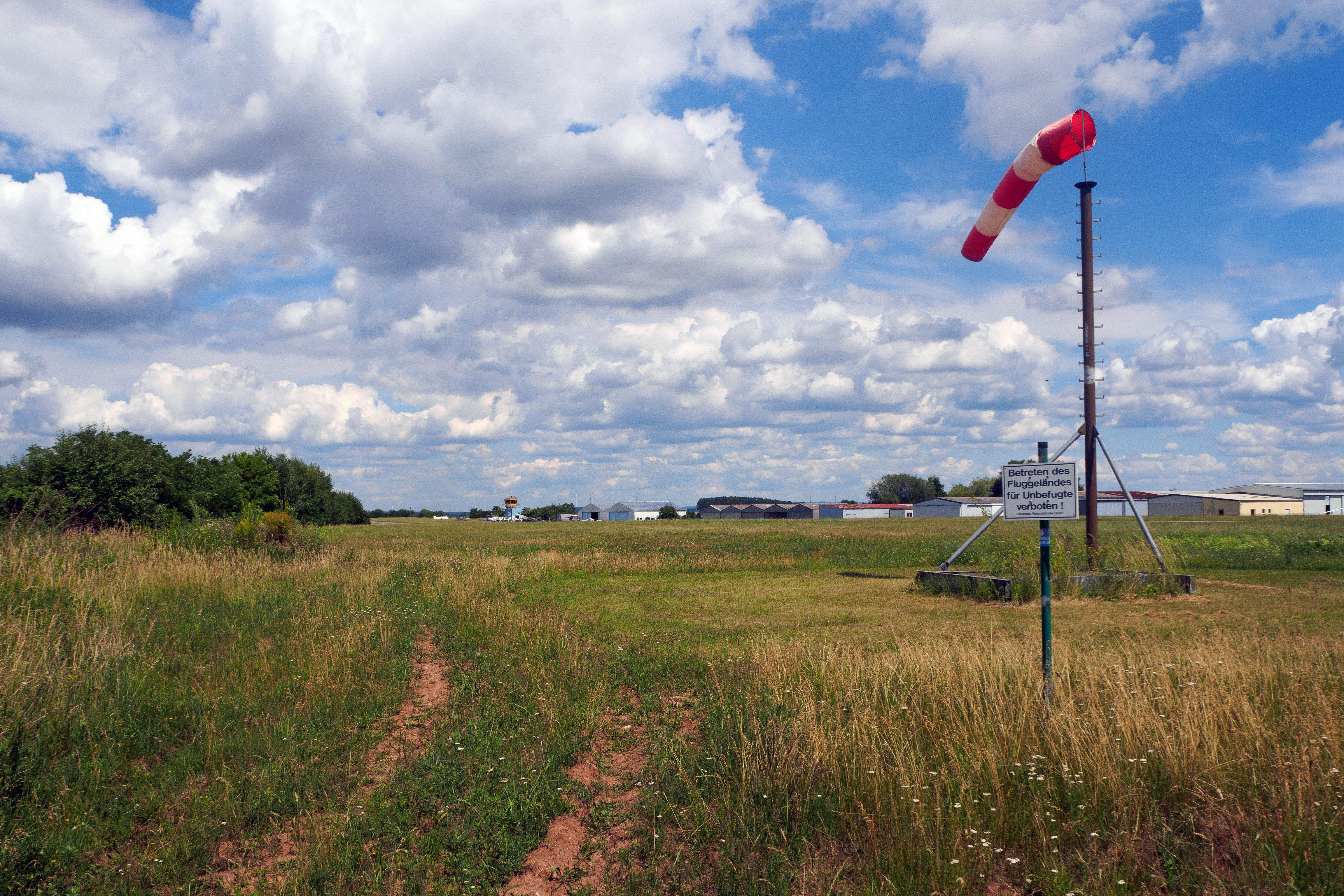
Blick von Westen auf den Flugplatz auf der Pottschütthöhe